# Illertissen
Illertissen – miasto w Niemczech, w kraju związkowym Bawaria, w rejencji Szwabia, w regionie Donau-Iller, w powiecie Neu-Ulm. Leży około 19 km na południe od Neu-Ulmu, nad rzeką Iller, przy autostradzie A7 i linii kolejowej Oberstdorf - Ulm.

## Dzielnice
W skład miasta wchodzą następujące dzielnice: Au, Betlinshausen, Tiefenbach i Jedesheim.

## Polityka
Burmistrzem miasta jest Jürgen Eisen CSU, rada miasta składa się z 24 osób.
|      | CSU | SPD | FWG | ödp/ap | FDP | Die Bürgerliste | ödp/ap/Zieloni | Razem |
| 2008 | 9   | 3   | 6   | -      | -   | 3               | 3              | 24    |
| 2002 | 10  | 5   | 6   | 1      | 1   | 1               | -              | 24    |

### Współpraca
Miejscowości partnerskie:
- Augsburg, Bawaria
- Carnac, Francja
- Loket, Czechy